# Fontaine de Vaucluse
Cet article concerne la source. Pour la commune, voir Fontaine-de-Vaucluse.
La fontaine de Vaucluse, source de la Sorgue, est la plus importante exsurgence de France métropolitaine. Elle est classée au cinquième rang mondial avec un débit annuel de 630 à 700 millions de mètres cubes. Cette exsurgence sert de référence en hydrogéologie pour la caractérisation d'un type dénommé « source vauclusienne ».

## Géographie

### Situation
La fontaine de Vaucluse est située dans le département de Vaucluse, sur le territoire de la commune française de Fontaine-de-Vaucluse, au pied des monts de Vaucluse.

### Toponymie
La vallée dans laquelle se situe la fontaine s'appelait autrefois « Vallis Clausa » (« vallée close » en latin, Vau-cluso en provençal), en raison de sa position topographique de reculée ou vallée aveugle. Ce nom est ensuite devenu « Vaucluse » en français, ce qui a donné le nom de fontaine de Vaucluse. Le nom en provençal est la Font de Vau-cluso, soit la source de la vallée close.

### Géologie
La fontaine de Vaucluse est liée à la crise de salinité messinienne justifiant la profondeur de l'exsurgence,.
Au-dessus de la fontaine se trouve une falaise de calcaire de 230 mètres de hauteur, parcourue par d'innombrables cassures et failles. Celle-ci joue le rôle d'un réservoir, un aquifère karstique, l'eau y circulant en suivant les discontinuités jusqu'à rencontrer une barrière de calcaire et d'argile.
La source est l'unique point de sortie d'un bassin souterrain de 1 100 km2 récupérant les eaux du mont Ventoux, des monts de Vaucluse, du plateau d'Albion et de la montagne de Lure. Elle alimente la Sorgue. L'eau de cette exsurgence contenant un taux moyen de 200 mg/litre de carbonate de calcium et ayant un débit annuel d'environ 700 millions de mètres cubes, ce réservoir d'alimentation perd chaque année 50 000 m3 de calcaire. Ce phénomène de karstification rapporté à la surface de l'impluvium représente un volume annuel de 45 m3/km2 qui disparaît dissous dans l'eau.
Ce chiffre devient plus parlant quand les calculs démontrent que dans 3,5 millions d'années, en toute logique, les monts de Vaucluse, le plateau d'Albion et la montagne de Lure, d'une épaisseur de 1 500 mètres, devraient avoir totalement disparu.

## Histoire

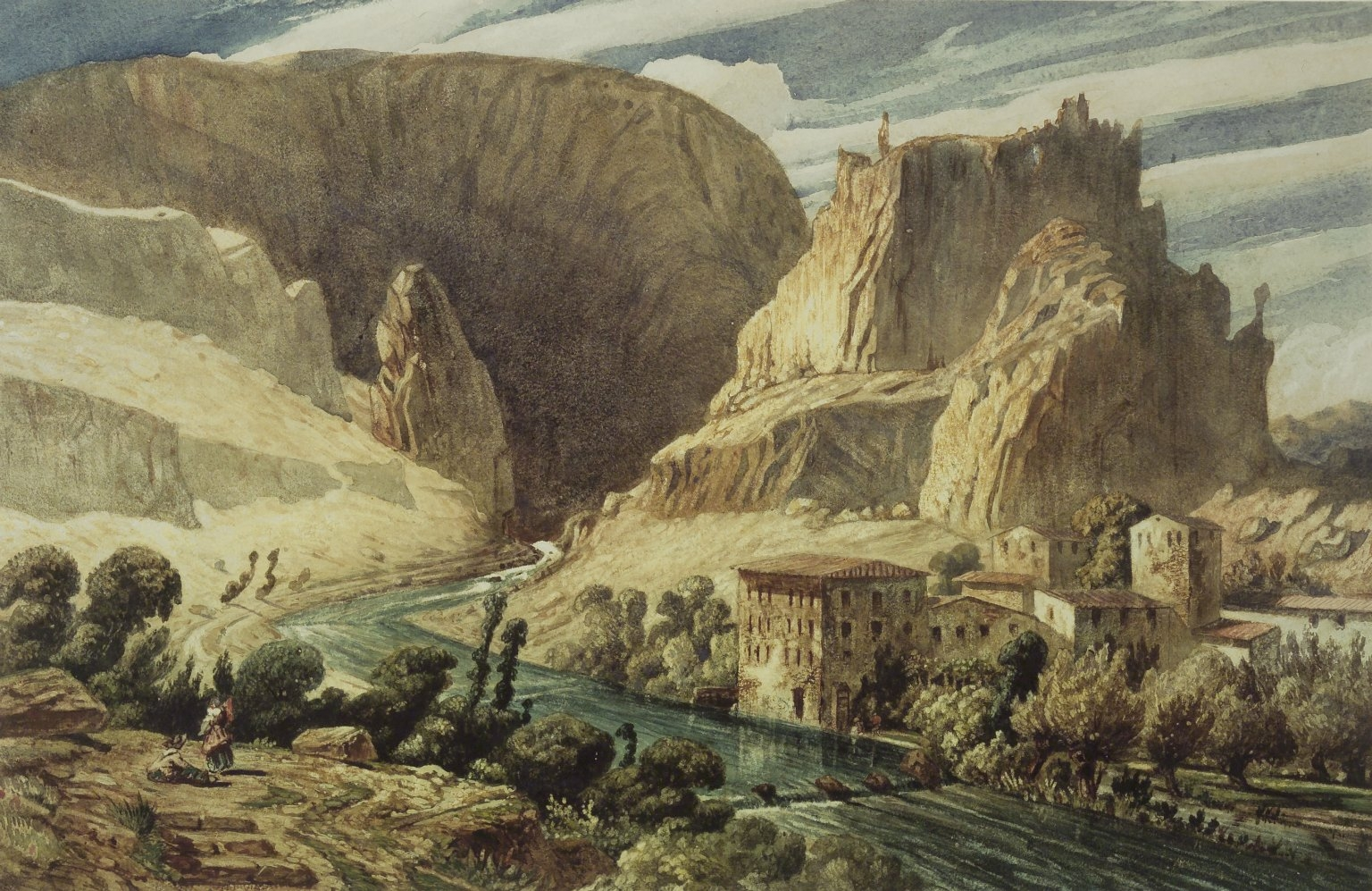
Fontaine de Vaucluse, par Paul Huet, vers 1839.

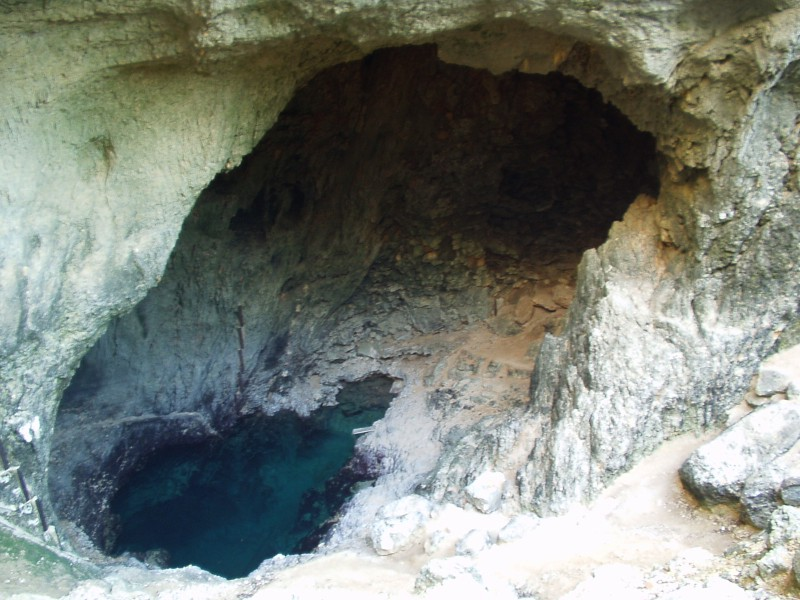
La source, en été, niveau bas.

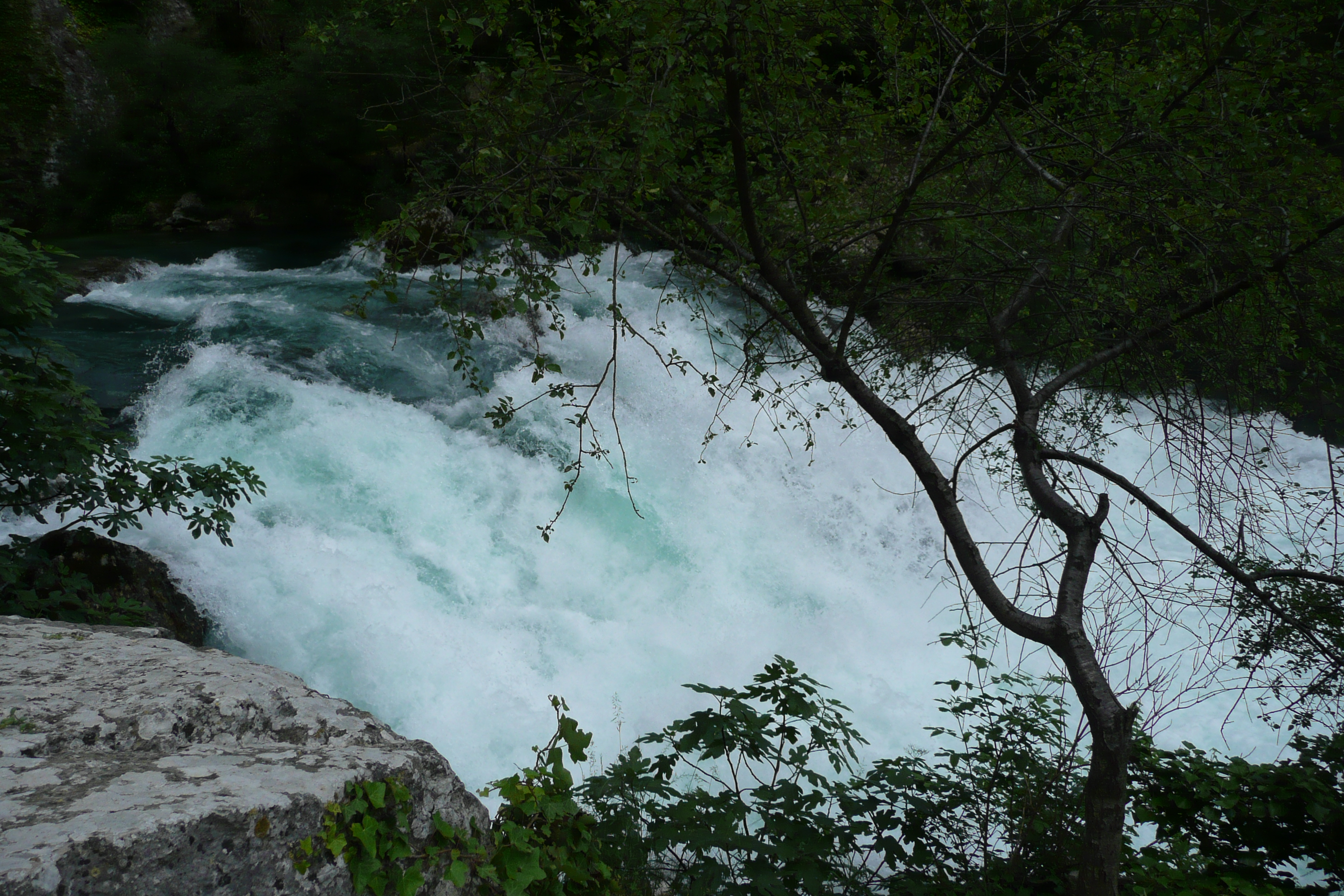
Au même endroit, le 31 mai 2008, lors d'un débord de 1.53 mètre à la Fontaine.

Le site fut durant l'Antiquité un lieu d'offrandes rituelles. Lors des différentes plongées, et en particulier celle de 1998, les membres de la société spéléologique de Fontaine-de-Vaucluse (SSFV), avaient été intrigués par la présence de nombreuses pièces de monnaie. Des plongées de prospection furent faites par les spéléologues de la SSFV, sous la direction du Département des recherches archéologiques subaquatiques et sous-marines (DRASSM). Le sous-marin Spélénaute leur permit de travailler entre -40 et –80 mètres, au cours de l'année 2001, révélant des dépôts antiques de numéraire. Un an plus tard, lors d'une nouvelle campagne d'exploration, les spéléologues remontèrent 400 pièces d'une grande valeur historique. En 2003, un nouveau chantier archéologique permit d'autres découvertes. Ce sont actuellement 1 600 pièces et objets qui ont été récupérés et qui ont pu être datés du Ier siècle av. J.-C. jusqu'au milieu du Ve siècle.

## Littérature
Le site est notamment décrit dans le poème de Georges de Scudéry, la Description de la fameuse Fontaine de Vaucluse.

## Légendes

### Légende du Coulobre

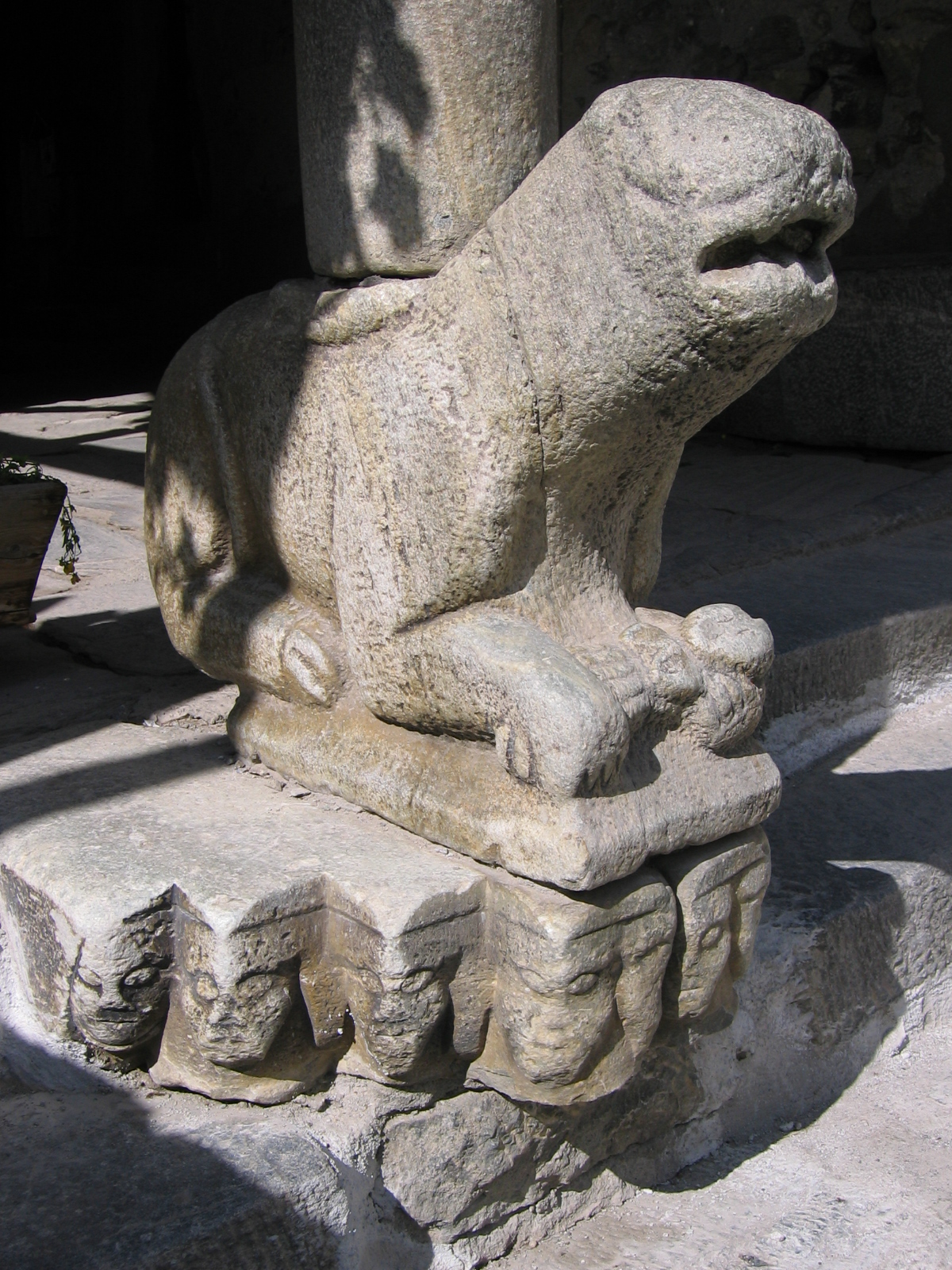
Le Coulobre, statufié à la porte de l'église de Saint-Véran.

Une légende raconte que saint Véran, évêque de Cavaillon aurait débarrassé la Sorgue d'un horrible Drac ou dragon, le Coulobre.
Ce Coulobre, dont on a voulu faire descendre le nom du latin coluber (couleuvre),  était une créature ailée qui aurait vécu dans la fontaine de Vaucluse. Selon la légende, elle passait pour s'unir avec des dragons qui l'abandonnaient ensuite, la forçant à élever seule les petites salamandres noires dont elle accouchait. Elle cherchait désespérément un nouvel époux et un père pour ses enfants, mais sa laideur repoussait tous les prétendants.
Selon Albert Dauzat et Charles Rostaing, le Drac est une divinité ligure des eaux tumultueuses et le Coulobre doit son nom à deux racines celto-ligures : Kal : pierre, et Briga : colline. C'est la falaise dominant la fontaine où se trouve encore la Vache d'Or qui devait être le lieu d'un antique culte pastoral célébrant la force et la forme de l'eau et de la pierre.
Sur le sentier, on peut voir le Traou dou Couloubre, symbole de la lutte de saint Véran contre les anciens cultes.

### Légende de la nymphe
Cette légende retrace l’histoire d’un ménétrier, Basile, qui endormi sur le chemin de la fontaine, vit une nymphe apparaître. Celle-ci le conduisit au bord de la source, qui s’entrouvrit pour les laisser descendre jusqu'à une prairie semée de fleurs surnaturelles. La nymphe présenta sept diamants au ménétrier : en soulevant l'un d'eux, elle fit jaillir un puissant jet d'eau. « Voilà, dit-elle, le secret de la source dont je suis la gardienne : pour la gonfler je retire les diamants, au septième, l'eau atteint le figuier qui ne boit qu'une fois l'an ». Elle disparut en réveillant Basile.

## Exploration

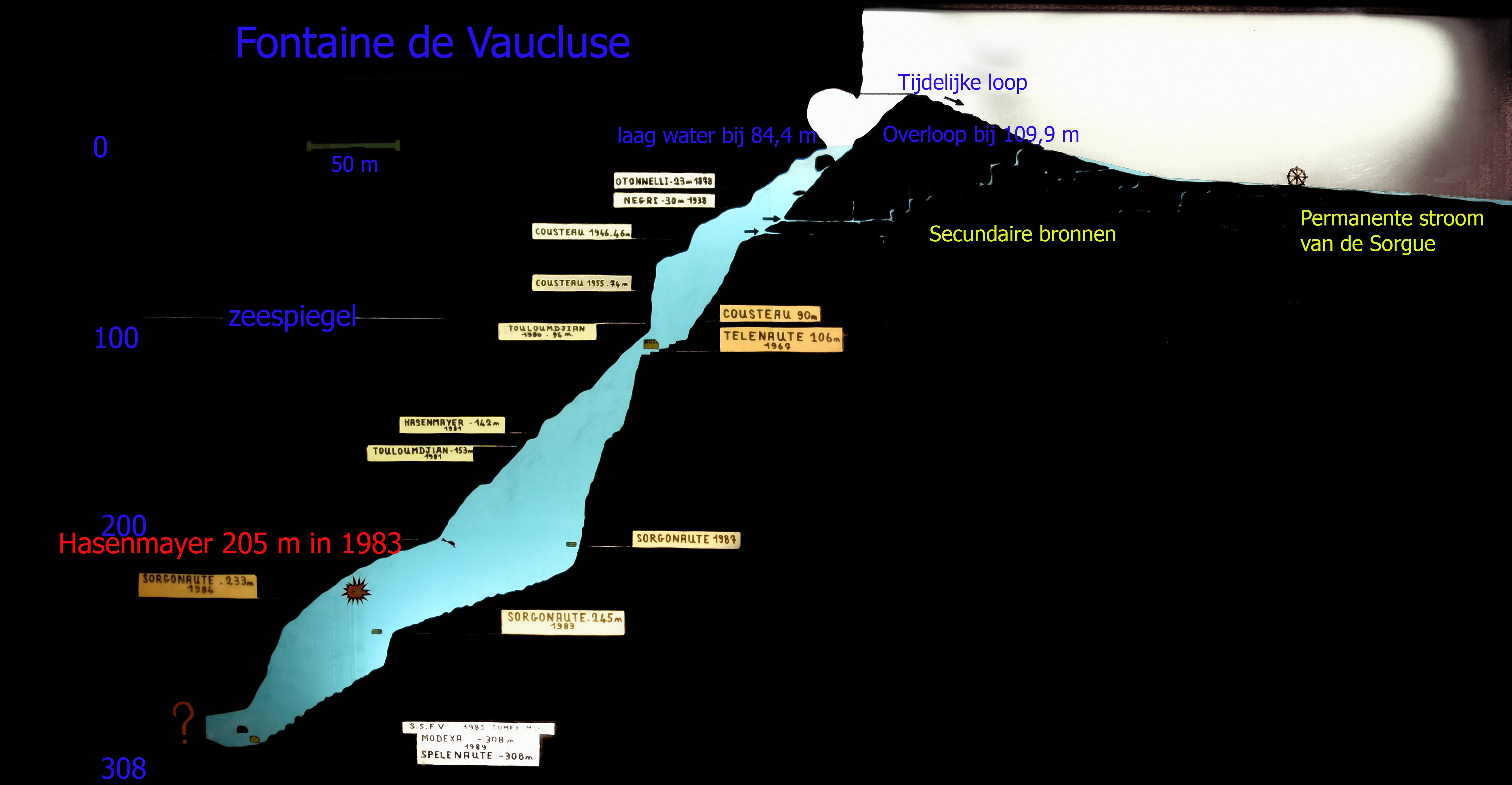
Coupe de la source de la fontaine du Vaucluse avec dates d'explorations

La première plongée en scaphandre pieds lourds a lieu le 27 mars 1878 où Nello Ottonelli s'aventura à 23 mètres de profondeur. Le Dr Ayme organise l'exploration de la vasque et le 24 septembre 1938, Negri atteint la profondeur de -27,5 mètres. Il fallut ensuite attendre l'arrivée du scaphandre autonome en 1946 et Jacques-Yves Cousteau pour atteindre 46 mètres, puis 74 mètres neuf ans plus tard. C'est la limite des plongées à l'air. En 1981, Claude Touloumdjian atteignit 153 mètres avec un mélange oxygène-hélium. Enfin, en 1983, Jochen Hasenmayer parvint à 205 mètres. Pour descendre encore plus bas et toucher le fond, il fallut utiliser des robots.
En 1985, la Mission Modexa 350 lève le mystère sur la profondeur du système : en effet, le robot se pose par −305 mètres, et en 1989 un autre robot le Spélénaute (SSFV) atteint le point le plus bas connu à ce jour du siphon, à 315 mètres de profondeur,,.
En 1997, le plongeur Pascal Bernabé descend jusqu'à la profondeur de 250 mètres. En 2014, une visite virtuelle a été réalisée par le photographe Christoph Gerigk, en collaboration avec la Société Spéléologique de Fontaine-de-Vaucluse (SSFV), à partir de vues panoramiques sphériques et à 360°.

### Structure
Aujourd'hui, les efforts conjoints des géologues, hydrogéologues, hydrochimistes et spéléologues ont permis d'avoir une meilleure conception du fonctionnement de cette source karstique. Si son impluvium récupère les eaux du mont Ventoux, des monts de Vaucluse, du plateau d'Albion et de la montagne de Lure, il exclut la montagne de Bluye, au nord, ainsi que le Luberon et le synclinal d'Apt, au sud.

### Zone dénoyée
C'est celle du réservoir qui est accessible aux spéléologues. Elle dépasse −921 mètres puisque a été découvert, en période d'étiage, à partir de plusieurs avens formant le système karstique du trou Souffleur, de Saint-Christol, la « rivière souterraine d'Albion ». Ce système des gouffres et avens, qui truffent le plateau d'Albion, est un des effets de la karstification. Lors de violents orages, il peut emmagasiner aux environs de 110 millions de mètres cubes d'eau.

### Zone noyée
Elle reste la grande inconnue. Un modèle mathématique a pu démontrer qu'en se basant sur la plus basse cote de l'exutoire −308 mètres, et sur la surface de l'impluvium, les réserves permanentes atteindraient 150 millions de mètres cubes.

### Écoulement
Sur une décennie le débit est compris entre 630 et 700 millions de mètres cubes par an. Avec une moyenne de 21 m3/s, il est sept fois supérieur à la totalité de l'eau potable distribuée dans le département de Vaucluse. Première source de France pour les volumes débités, la fontaine de Vaucluse se classe au 5e rang mondial des sources les plus importantes.

## Le site en images

Vues diverses de la fontaine et de sa source
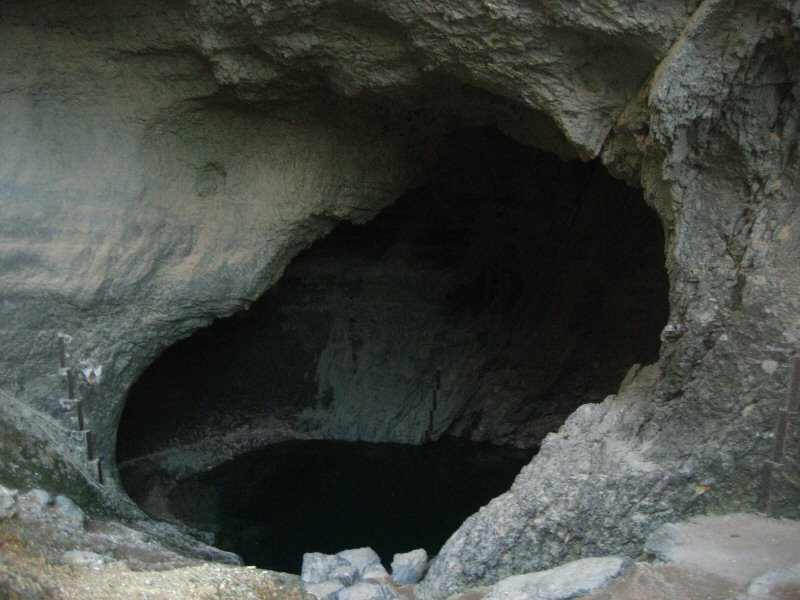
La source, en été, niveau bas.
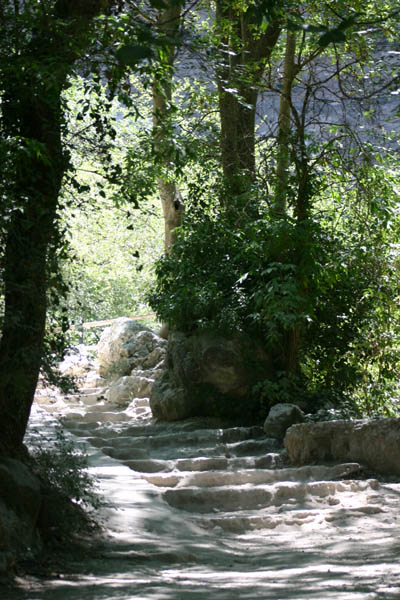
L'accès au site.
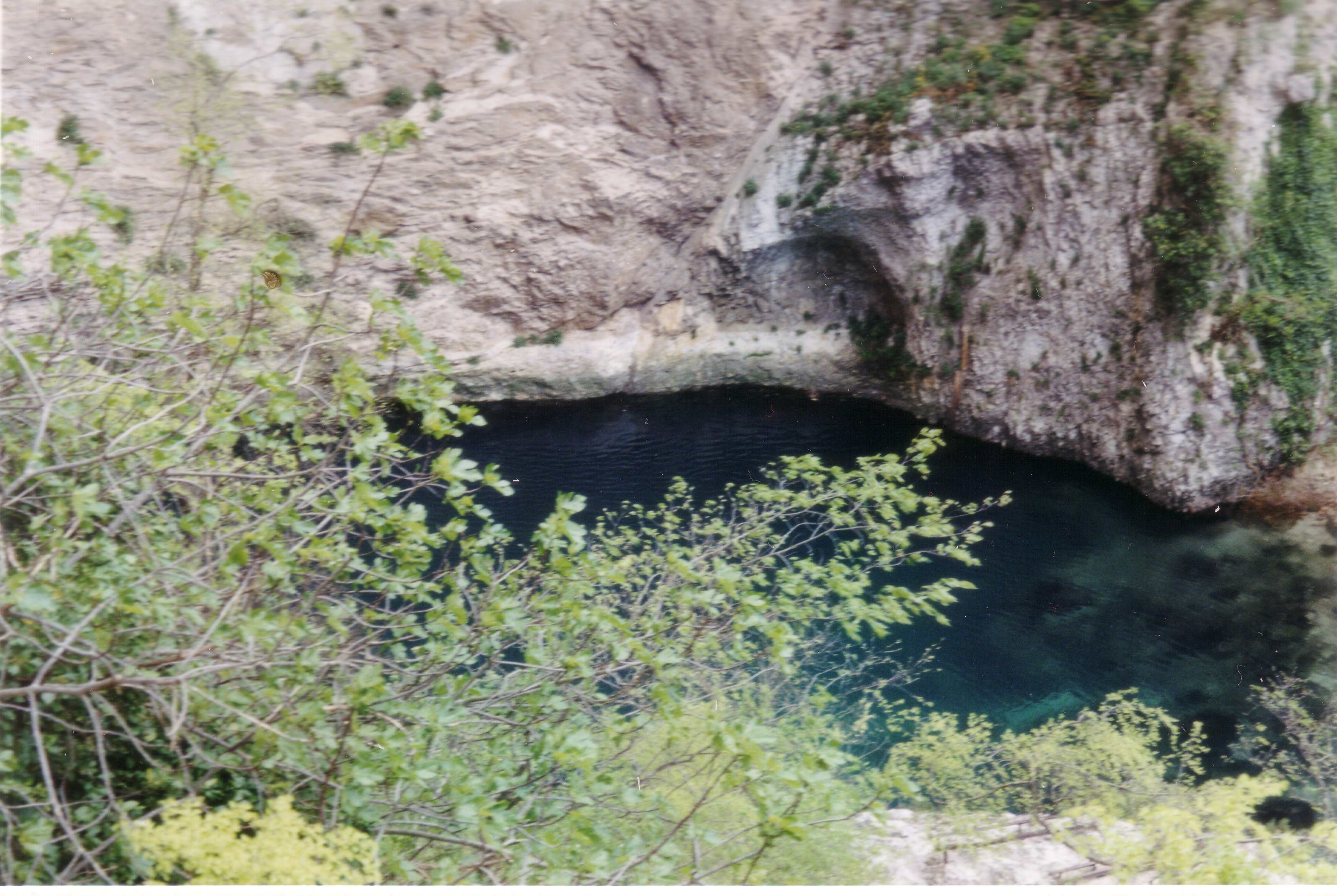
La source au printemps, niveau d'eau moyen.
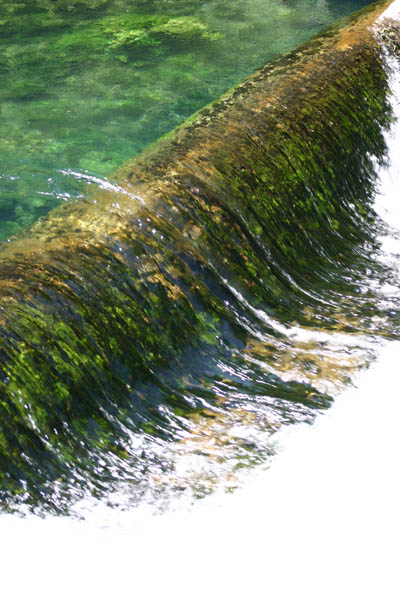
Écoulement de l'eau.
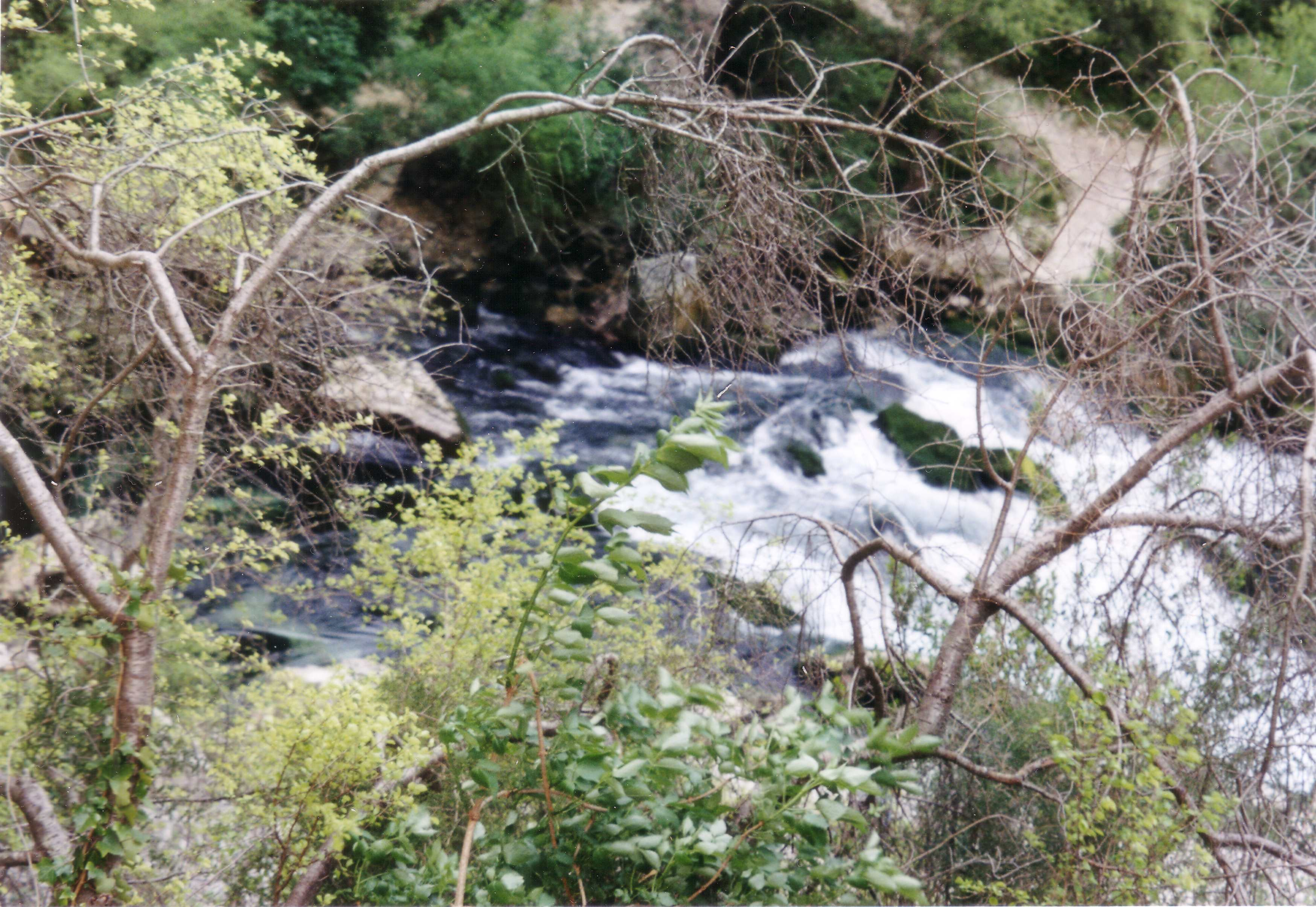
L'écoulement de l'eau.
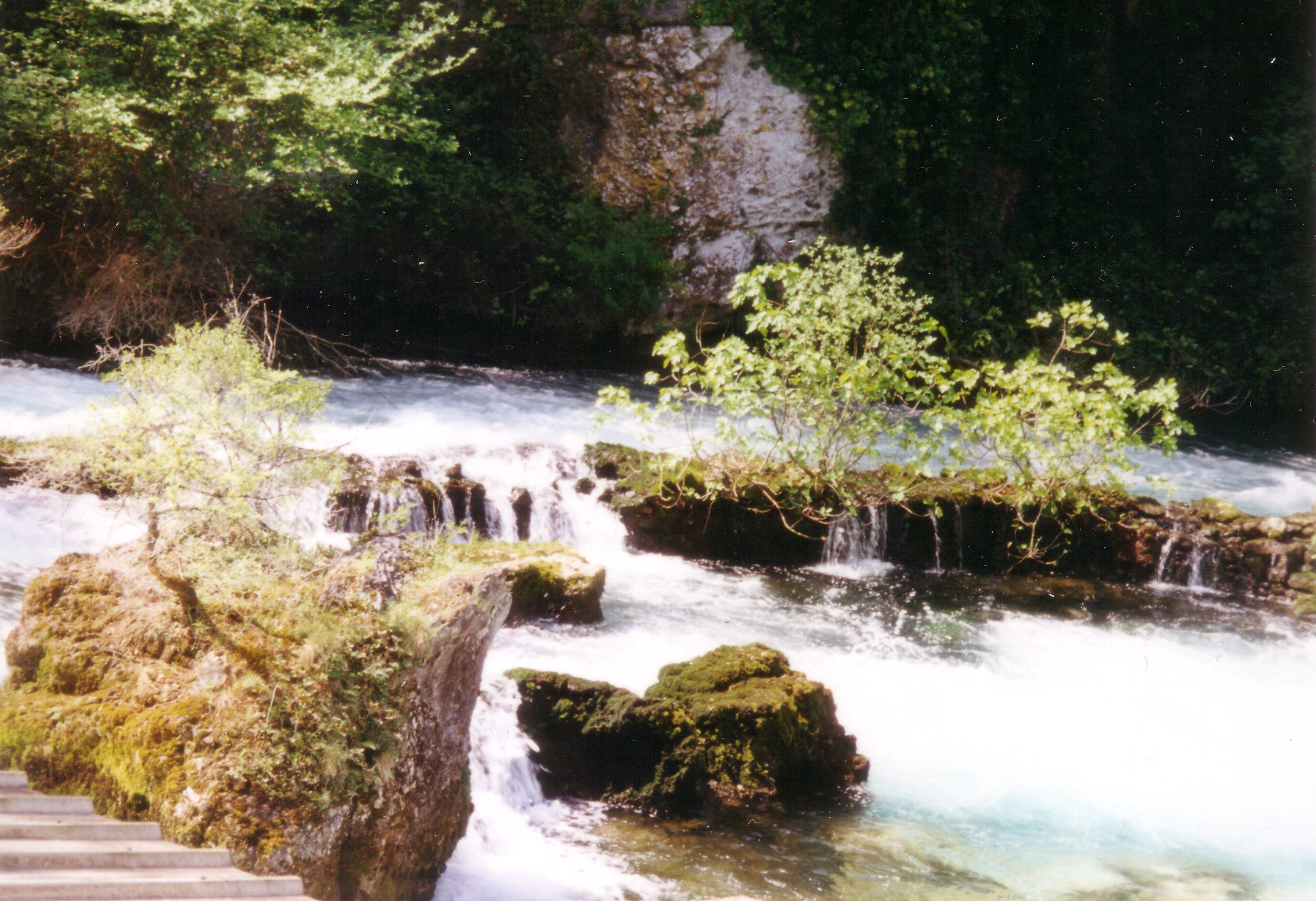
Vue vers la source.
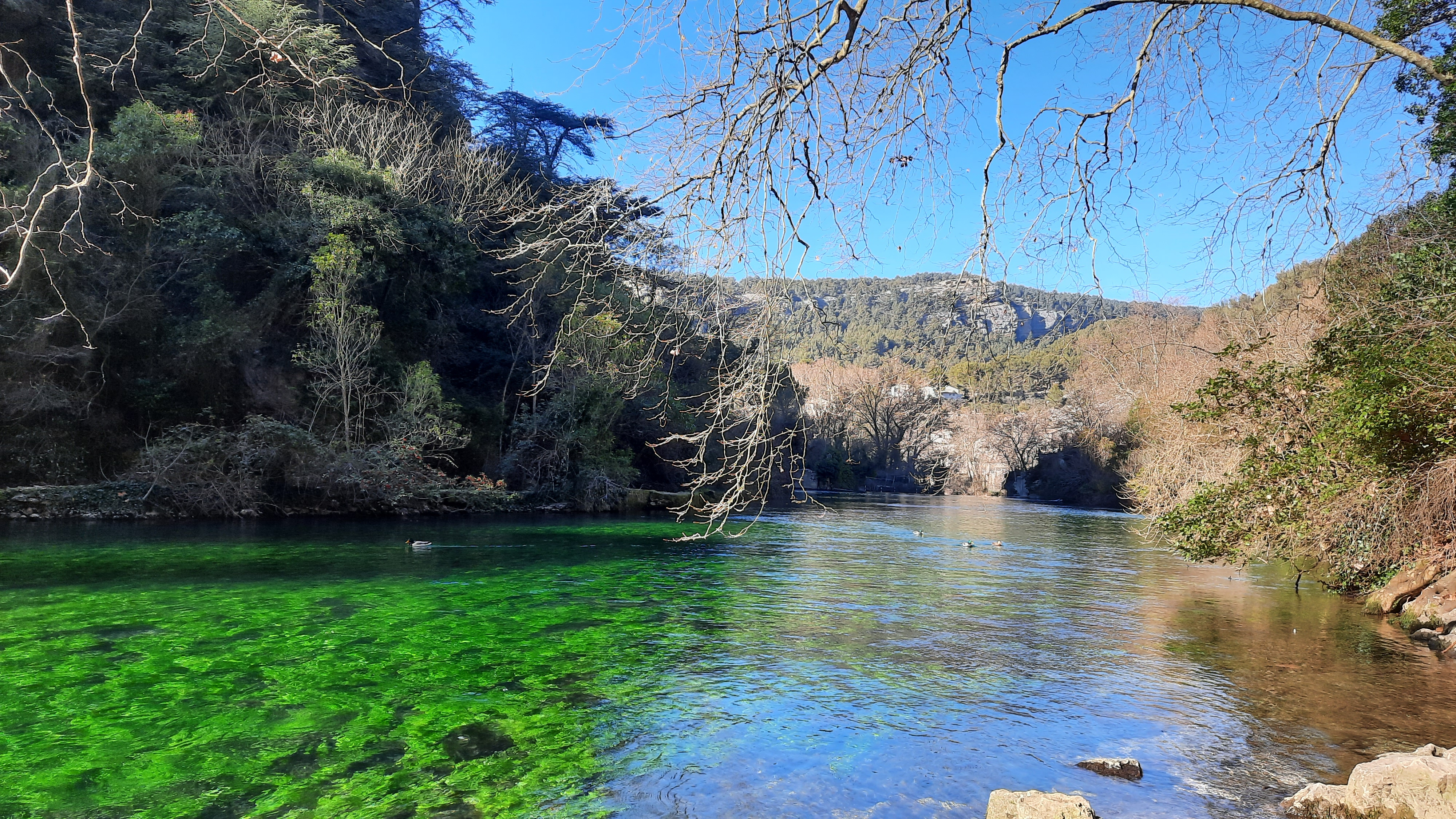
La source en hiver 2022.